# Penzance
Penzance (Pennsans en idioma córnico) es una localidad portuaria británica localizada en la península de Cornualles, la cual cuenta con 21 168 habitantes. Es la mayor población de Penwith.

## Historia

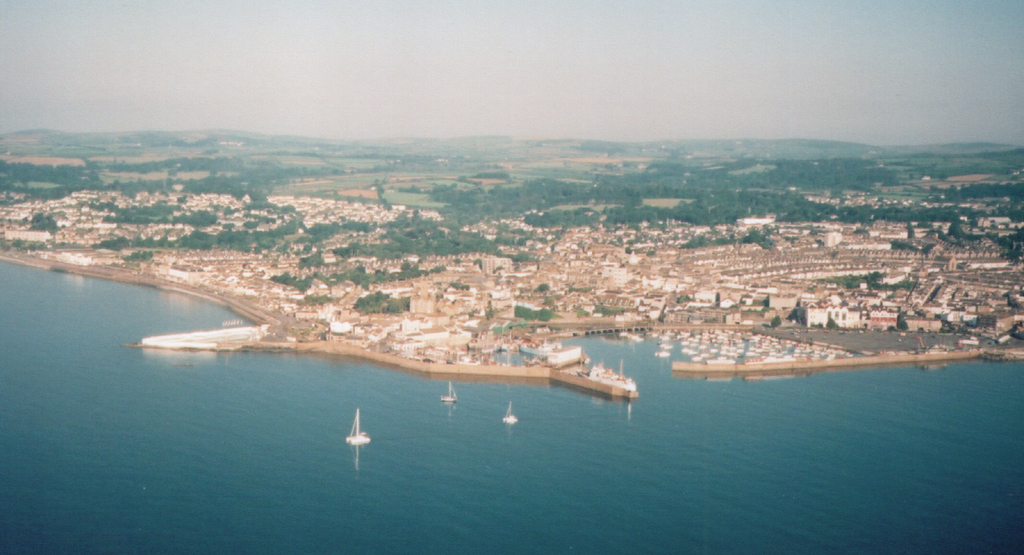
Vista aérea de Penzance

Al estar situada en el extremo oeste de Cornualles, Penzance y los pueblos de los alrededores han sido saqueados muchas veces por flotas extranjeras. El 23 de julio de 1595, varios años después de la Armada Invencible de 1588, una fuerza española de cuatro galeras que transportaban 400 arcabuceros bajo el mando de Don Carlos de Amésquita, que había estado patrullando el Canal, desembarcó tropas en Cornualles. Las milicias locales, que formaban la piedra angular de sus medidas contra la invasión y contaban con varios cientos de hombres, arrojaron las armas y huyeron presas del pánico. Sólo Francis Godolphin, teniente adjunto de Cornualles y comandante de las milicias junto con 12 de sus soldados se mantuvieron en pie para ofrecer algún tipo de resistencia. La fuerza de Amésquita se apoderó de los suministros, asaltó y quemó Penzance y los pueblos de los alrededores, celebró una misa y se alejó para enfrentarse con éxito y hacer huir a un escuadrón holandés de 46 barcos.
En la ciudad de Penzance nació en 1778 el químico Humphry Davy, considerado el fundador del campo de la electroquímica, junto con Alessandro Volta y Michael Faraday. Davy contribuyó a identificar experimentalmente por primera vez varios elementos químicos mediante la electrólisis, y estudió la energía involucrada en el proceso.

## Ciudades hermanadas
- Concarneau (Francia)
- Bendigo (Australia)
- Nevada City (Estados Unidos)